# Reserva provincial de Olaroz-Cauchari
La Reserva de Fauna y Flora Olaroz-Cauchari está ubicada en el Departamento Susques, de la provincia de Jujuy, en la puna argentina.
Fue creada en el año 1981, mediante Ley Provincial 3820, ratificada en el Art. 18 de la ley 4133 del año 1984.
La finalidad de la reserva es salvaguardar el ecosistema de los salares de Olaroz y de Cauchari, los cuales son una importante reserva de litio. En la reserva se preservan vicuñas, chinchillas reales, chinchillas indianas y suris cordilleranos.

## Categoría de protección
La Reserva Olaroz-Cauchari es un área de usos múltiples, según surge del Art. II de la ley que la creó. Este artículo establece que, con la debida autorización de las entidades involucradas en cada área, “podrán realizarse explotaciones agropecuarias, mineras y programas de investigación científico técnico”. Asimismo, se establece la prohibición de cualquier tipo de actividad relativa a la caza y la introducción de especies exóticas de fauna y flora.
Esta categoría de protección permitió que dentro del área de la reserva se instalara la explotación minera Cauchari Olaroz, que se espera que en 2017 comience la plena etapa de producción de litio y potasio.[cita requerida]

## Ubicación
La cubre un área de unas 180 000 ha, en torno a las coordenadas 23°43′S 66°48′O / -23.717, -66.800.
El área de la reserva carece prácticamente de poblaciones, con excepción de pequeñas localidades como Olacapato y Catua, ubicadas en cercanías de la Ruta Nacional 51, que define aproximadamente su límite sur.[cita requerida]

## Fauna protegida

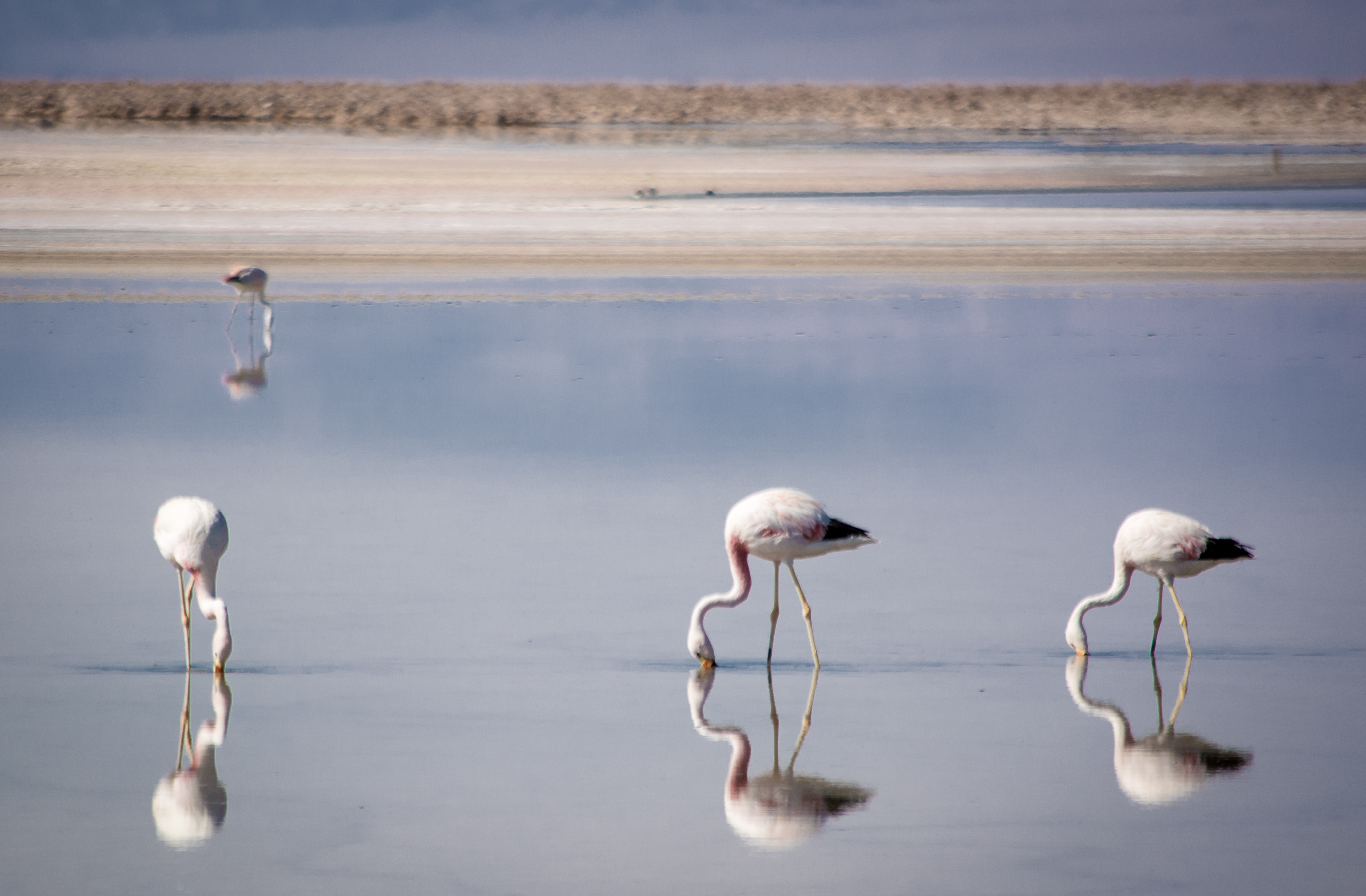
Flamenco andino

El objetivo primario de la reserva es la protección de la vicuña, especie que durante la primera mitad del siglo XX, según algunas estimaciones, vio disminuir su población desde unos 400 000 individuos en 1950 a alrededor de 10 000 individuos en 1964, entrando por esto en la categoría de especie amenazada; situación revertida en las últimas décadas.
La reserva Olaroz-Cauchari se considera un área importante para la observación de aves.
Entre las aves observadas en al área de la reserva se destaca el suris cordilleranos, y en sectores de lagunas o salares el flamenco andino y el flamenco chileno.
Es una de las áreas importantes para la conservación de las aves en Argentina.